# برنامج إضاءات
برنامج إضاءات من تقدم وإعداد تركي الدخيل الذي بث لأول مرة في سبتمبر 2002 على قناة العربية. يصنف أنه برنامج حواري أسبوعي يبث كل يوم خميس في الساعة الثانية مساءً بتوقيت السعودية، ويبث بعد تسجيله بأسبوع أو أكثر، حسب جدول الحلقات والمناسبات والأحداث والتطورات وليس بثاً حياً مباشراً. ويستضيف من خلاله أهل الفن والفكر والسياسة والصحافة في العالم العربي. تميز البرنامج باستضافة العديد من الشخصيات الفاعلة عربياً وتطرق على مدى عدة سنوات للكثير من القضايا المنوعة والتي تهتم بالشأن الخليجي والعربي.

## المقدم
يقدم البرنامج تركي بن عبد الله الدخيل وهو إعلامي وصحافي سعودي من مواليد 7 فبراير 1973 في الرياض تلقى تعليمه الجامعي في جامعة الإمام محمد بن سعود اشتهر بسبب هذا البرنامج وهو متزوج وله ثلاثة أطفال.

## الجوائز
في عام 2009 حصل برنامج إضاءات على جائزة أفضل برنامج حواري من قبل الملتقى الإعلامي العربي السادس في الكويت. وفي عام 2010 فاز البرنامج بالجائزة الذهبية لمسابقة البرامج الحوارية التلفزيونية لشركات ومؤسسات الإنتاج الخليجية والعربية ضمن مهرجان الخليج للإذاعة والتلفزيون الحادي عشر، والذي عقد في مملكة البحرين.